# Sofija Jakowlewna Parnok

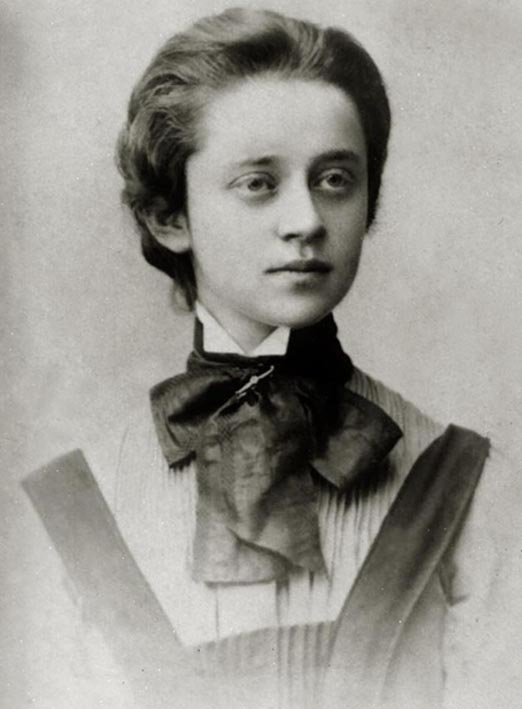
Sofija Parnok

Sofija Jakowlewna Parnok (russisch София Яковлевна Парнок, wiss. Transliteration Sofija Jakovlevna Parnok, manchmal auch Sophia, Sofia, Sofja oder Sofya; * 30. Julijul. / 11. August 1885greg. in Taganrog; † 26. August 1933 in Karinskoje, Oblast Moskau) war eine russische Dichterin und Übersetzerin, Schwester des Dichters Walentin Parnach und der Kinderschriftstellerin Jelisaweta Tarachowskaja.

## Leben und Werk
Sofija Parnok entstammte einer jüdischen Apothekerfamilie in Taganrog. Sie besuchte von 1894 bis 1903 das Taganroger Maria Mädchengymnasium, bereiste Europa, studierte am Genfer Konservatorium, aber wegen Geldknappheit kehrte sie 1904 nach Taganrog zurück. Sie begann ihr Studium am Sankt Petersburger Konservatorium Ende 1904, brach ihr Studium ab und fuhr wieder nach Genf, wo sie erste Erfahrungen als Dramatikerin mit dem Schauspiel Der Traum sammelte. Im Juni 1906 kehrte sie nach Taganrog zurück. 1907 heiratete sie Wladimir Wolkenstein und zog nach Sankt Petersburg. Im Januar 1909 ließ Parnok sich von ihm scheiden und zog nach Moskau. 

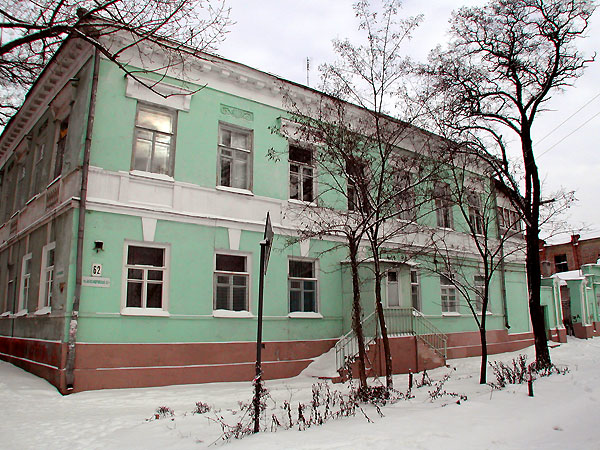
Geburtshaus von S. Parnok in Taganrog

Am Anfang des Ersten Weltkriegs traf sie die junge Dichterin Marina Zwetajewa, mit der sie in eine leidenschaftliche Liebschaft hineingezogen wurde, die bedeutende Spuren in der Dichtung beider Frauen hinterlassen hat. Parnoks erstes spätes Gedichtbuch Gedichte erschien kurz vor dem Abbruch ihrer Beziehung im Jahr 1916. Die Lyrik der Gedichte behandelt lesbische Liebe in der russischen Dichtung zum ersten Mal, ohne sie mit Dekadenz in Zusammenhang zu bringen. 
Parnok verließ Moskau im Spätsommer 1917 und verbrachte die Bürgerkriegsjahre in der Stadt Sudak auf der Halbinsel Krim. Sie schrieb dort eins ihrer Meisterwerke, das dramatische Poem und Libretto für eine Oper in 4 Akten von Alexander Spendiarjan, Almast, die für große Aufregung im Bolschoi-Theater in Moskau 1930 sowie in Odessa, Tiflis, Taschkent, Jerewan und in Paris (1952) sorgte.
Sofija Parnok ist die Autorin der Gedichtsammlungen Pieria-Rosen (1922), Die Weinrebe (1923), Musik (1926) und Klangvoll (1928). Die sowjetische Zensur erklärte Parnoks Dichtung für „illegal“, nach 1928 durfte sie nicht mehr veröffentlichen. Sie übersetzte Gedichte von Charles Baudelaire sowie Texte von Romain Rolland, Marcel Proust, Henri Barbusse und anderen.
Parnok war eng befreundet mit Olga Nikolajewna Zuberbiller und Nina Jewgenjewna Wedenejewa.
Parnok verstarb 1933 an einem Herzinfarkt in Karinskoje bei Moskau und wurde auf dem Moskauer Wwedenskoje-Friedhof beigesetzt. Ende der 30er-Jahre erschien ihre erste Gedichtsammlung, veröffentlicht vom Sowjetischen Verlag.